# エドワード・ブライス

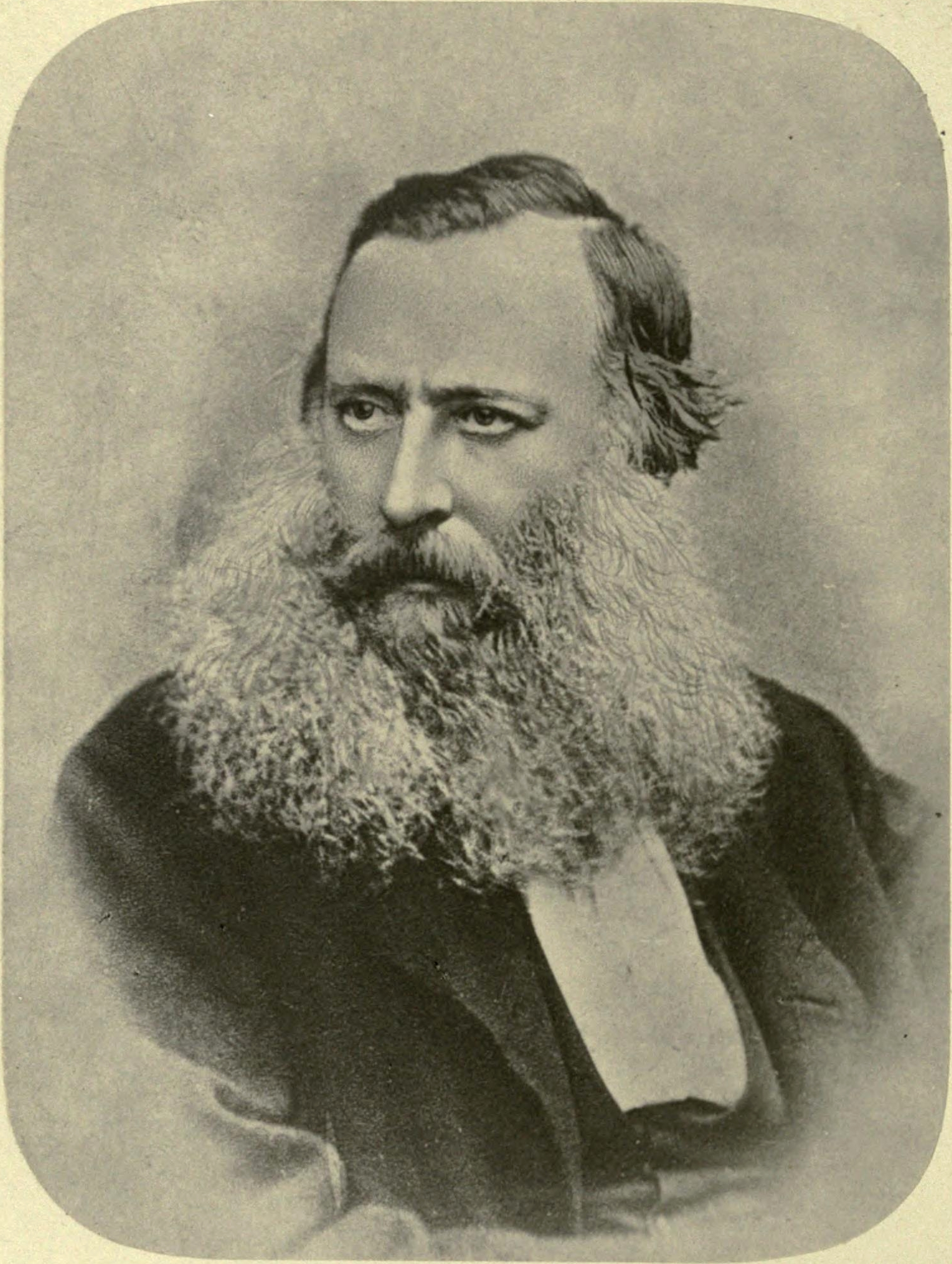
エドワード・ブライス

エドワード・ブライス（Edward Blyth、1810年12月23日 - 1873年12月27日）はイギリスの動物学者である。生涯の大部分をインドのベンガル・アジア協会の博物館の学芸員として働いた。

## 略歴
ロンドンに織物商の息子に生まれた。1825年に学校を出た後、薬学を学び、1832年から薬局を経営した。科学の高等教育は受けていなかったが博物学に興味を持ち、いくつかの自然科学に関する著作を出版した。1837年に薬局の仕事は失敗した。1838年にロンドン鳥類学会の学芸員の仕事をし、ジョルジュ・キュヴィエの著作の翻訳、注記を行った。後にチャールズ・ダーウィンの「自然選択説」に影響を与えたとされる「自然選択」の概念を含むとされる論文はこの頃発表された。1841年にベンガル・アジア協会の博物館の学芸員の募集に応じて、インドに渡った。野外での調査を行う事は少なかったが、アラン・オクタヴィアン・ヒューム、サミュエル・ティッケル、ロバート・スウィンホーが集めた鳥類標本を研究し、1849年に "Catalogue of the Birds of the Asiatic Society"を出版した。1854年に結婚し、乏しい博物館の給料を補うために、偽名で雑誌の記事を書いたり、インドとイギリスの裕福な愛好家の間で珍しい動物の取引を仲介して生活費を稼いだ。この頃ダーウィンと手紙をやりとりする間柄になっていた。1857年に妻を亡くし、精神的に大きな打撃を受けることになった。1861年にイギリスに戻り静養し、翌年アジア協会の博物館の職を辞した。

## ダーウィンとブライス
ダーウィンは1859年の『種の起源』の第1章でブライスについて"Mr. Blyth, whose opinion, from his large and varied stores of knowledge, I should value more than that of almost any one, ..."と述べている
。また1855年にアルフレッド・ラッセル・ウォレスの論文とブライスが「おおむね良くできている！ウォレスは私の疑問を上手く説明する。彼の理論によればさまざまな家畜動物種は種へと発展した」と評した手紙についてライエルとダーウィンが議論したことも知られている。1959年に科学史家のローレン・アイズリーが「自然淘汰」のアイデアは1835年のブライスの論文から登用したものだという論文を書き議論を呼んだ（例えば、『ダーウィンと謎のＸ氏　第三の博物学者の消息』ローレン・アイズリー(著)垂水雄二(訳)　工作舎(1990年)）。